# Browns Bank (Dover Soi)
Browns Bank – ławica (bank) w kanadyjskiej prowincji Nowa Szkocja, w hrabstwie Halifax, po wschodniej stronie zatoki Dover Soi (44°30′13″N, 63°52′02″W); nazwa urzędowo zatwierdzona 20 października 1975.